# Jaume Joan de Berga i de Sales
Jaume Joan de Berga y de Sales (Mallorca, siglo XVI-1619), fue un jurista y abogado de la Real Audiencia de Mallorca.

## Biografía
Doctorado en ambos campos, fue juez del Peritaje y oyente de la Real Audiencia. Su asesinato, el 24 de mayo de 1619, provocó el proceso judicial más importante de toda la historia mallorquina. Hoy día es origen del dicho popular: ¡Que tengo que ver yo con la muerte de Berga! (en catalán Què en som jo, de la mort d'en Berga). Como juez se mostró inflexible con los bandos de Canamunt y Canavall. Encarceló a diferentes nobles que le juraron odio eterno. Cuando en 1618 los comisarios reales atacaron a la Banda de Selva, hizo encarcelar y ejecutar  a gran parte de los bandoleros. Fue entonces cuando Mateu Ferragut, conocido como el cura Boda, juró vengarse de él. Finalmente, el ejecutor de Jaume Joan de Berga fue el bandolero Antoni Gibert, apodado como En Treufoc que le mató de un arcabuzazo cuando iba dentro de su carruaje y transitaba por la calle de San Pedro Nolasco de Palma. Gibert fue capturado cerca de Bellver y ejecutado. También fue ejecutado Jeroni Pau de Cavallería y Descatlar, que había ayudado al bandolero en el asesinato. En cambio el Cura Boda pudo huir de Mallorca, con las galeras de Malta, y su pista se perdió en Italia.